# Бойково (Удомельский район)
Бойково — деревня в Удомельском городском округе Тверской области.

## География
Деревня находится в северной части Тверской области на расстоянии приблизительно 17 км на запад-северо-запад по прямой от железнодорожного вокзала города Удомля.

## История
Впервые упоминается в 1545 году. Позднее на ее месте осталась пустошь, сохранившая название деревни. Во второй половине XIX века при строительстве железной дороги сюда переселились жители деревни Лухово, возродив Бойково. Дворов здесь было 16 (1900), 20 (1911), 25 (1958), 10 (1986), 9 (2000). В советское время работали колхозы «Бойково», «За коммунизм» и совхоз «Прожектор». До 2015 года входила в состав Копачёвского сельского поселения до упразднения последнего. С 2015 года в составе Удомельского городского округа.

## Население
Численность населения: 111 человек (1900 год), 200 (1911), 70 (1958), 16(1986), 17 (русские 82 %) в 2002 году, 8 в 2010.